# Joseph Polossifakis
Joseph Polossifakis, född 21 augusti 1990, är en kanadensisk fäktare.
Polossifakis tävlade för Kanada vid olympiska sommarspelen 2016 i Rio de Janeiro, där han blev utslagen i den första omgången i sabel av vitryske Aljaksandar Bujkjevitj.